# Pasching
Pasching ist eine Gemeinde in Oberösterreich im Bezirk Linz-Land im oberösterreichischen Zentralraum mit 7718 Einwohnern (Stand 1. Jänner 2024).

## Geografie
Pasching liegt auf 295 m Höhe im oberösterreichischen Zentralraum, am Südwestrand von Linz. Die Ausdehnung beträgt von Nord nach Süd 5,8 km, von West nach Ost 4,6 km. Die Gesamtfläche beträgt 12,5 km². 5,6 % der Fläche sind bewaldet, 74,4 % der Fläche sind landwirtschaftlich genutzt. Durch das Gemeindegebiet fließen der Krumbach bzw. Paschinger Bach (Thurnharting und Pasching-Ort) und der Grundbach (Aistenthal).

### Gemeindegliederung
Das Gemeindegebiet umfasst folgende Ortschaften (in Klammern Einwohnerzahl Stand 1. Jänner 2024):
- Aistental (3)
- Langholzfeld (3592)
- Pasching (2671)
- Thurnharting (489)
- Wagram (963)

Der zuständige Gerichtsbezirk ist der Gerichtsbezirk Traun.

### Nachbargemeinden
|                   | Wilhering                                   |          |
| Kirchberg-Thening | Kompassrose, die auf Nachbargemeinden zeigt | Leonding |
| Hörsching         |                                             | Traun    |

## Geschichte
Das Gebiet ist seit der Frühzeit besiedelt.
Ursprünglich im Ostteil des Herzogtums Bayern liegend, gehörte der Ort seit dem 12. Jahrhundert zum Herzogtum Österreich. Seit 1490 wird er dem Fürstentum Österreich ob der Enns zugerechnet.
Während der Napoleonischen Kriege war der Ort mehrfach besetzt.
Seit 1918 gehört der Ort zum Bundesland Oberösterreich. Nach dem Anschluss Österreichs an das Deutsche Reich am 13. März 1938 gehörte der Ort zum Gau Oberdonau. Nach 1945 erfolgte die Wiederherstellung Oberösterreichs.
Die Gemeindeteile Langholzfeld und Wagram wurden zwischen 1950 und 1965 zumeist von Heimatvertriebenen (aus Batschka, Banat, Siebenbürgen sowie Böhmen und Mähren) besiedelt.

### Bevölkerungsentwicklung
Der sprunghafte Anstieg der Bevölkerung zwischen 1951 und 1971 ist insbesondere mit der Ansiedelung von Heimatvertriebenen (Batschka, Banat, Siebenbürgen, Böhmen und Mähren) in den Gemeindeteilen Langholzfeld und Wagram im Süden der Gemeinde zu erklären. Seit damals hält sich die Einwohnerzahl relativ konstant bei knapp über 6000.
Durch die Erweiterung des Siedlungsgebietes Thurnharting im Norden Paschings wird in den nächsten Jahren die Einwohnerzahl von Pasching steigen.

### Religion
In Pasching befinden sich zwei römisch-katholische Kirchen, die Pfarrkirche Pasching und die Pfarrkirche Langholzfeld.
Die Katholiken dieser beiden Pfarren bilden mit zusammen 3755 Einwohnern
etwa die Hälfte der Gesamtheit von 7114 Einwohnern.
Nach älteren Zahlen aus unbekannter Quelle bekennen sich 564 zum evangelischen Glauben. 232 Bürger bekennen sich zum Islam, 114 sind christlich-orthodox, 111 von anderen Glaubensrichtungen. Die Bürger ohne Glaubensbekenntnis stellen die zweitgrößte Gruppe dar.

## Kultur und Sehenswürdigkeiten
- Alte Pfarrkirche Pasching hl. Johannes der Täufer: gotisch
- Neue Pfarrkirche Pasching hl. Johannes
- Pfarrkirche Langholzfeld Heiliges Kreuz
- Kinocenter: Pasching verfügt über ein Kinocenter (Hollywood Megaplex).
- Musikverein Pasching
- Musikverein Langholzfeld

## Wirtschaft und Infrastruktur

### Verkehr

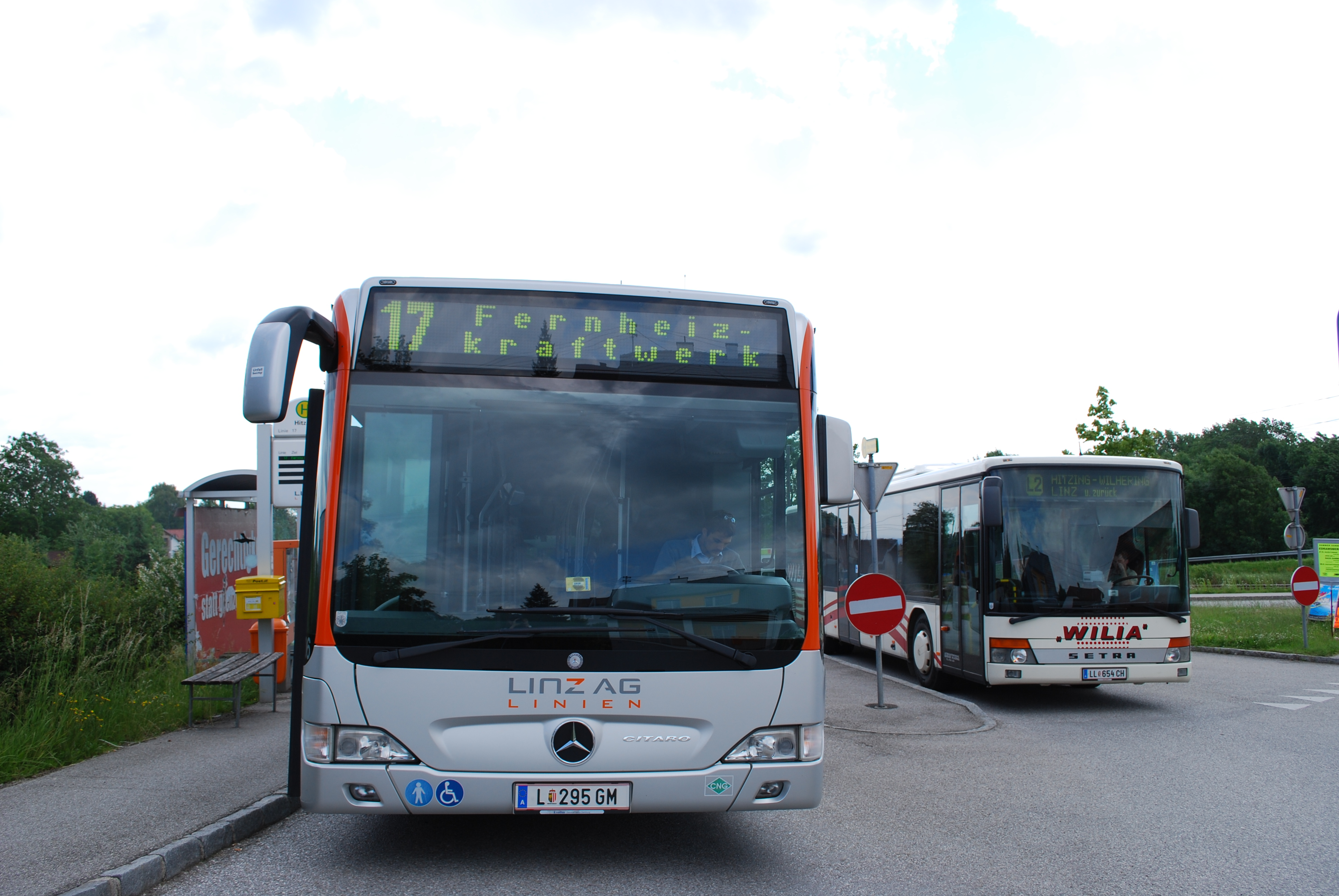
Verkehrsknotenpunkt Hitzing: Linz AG und Wilia

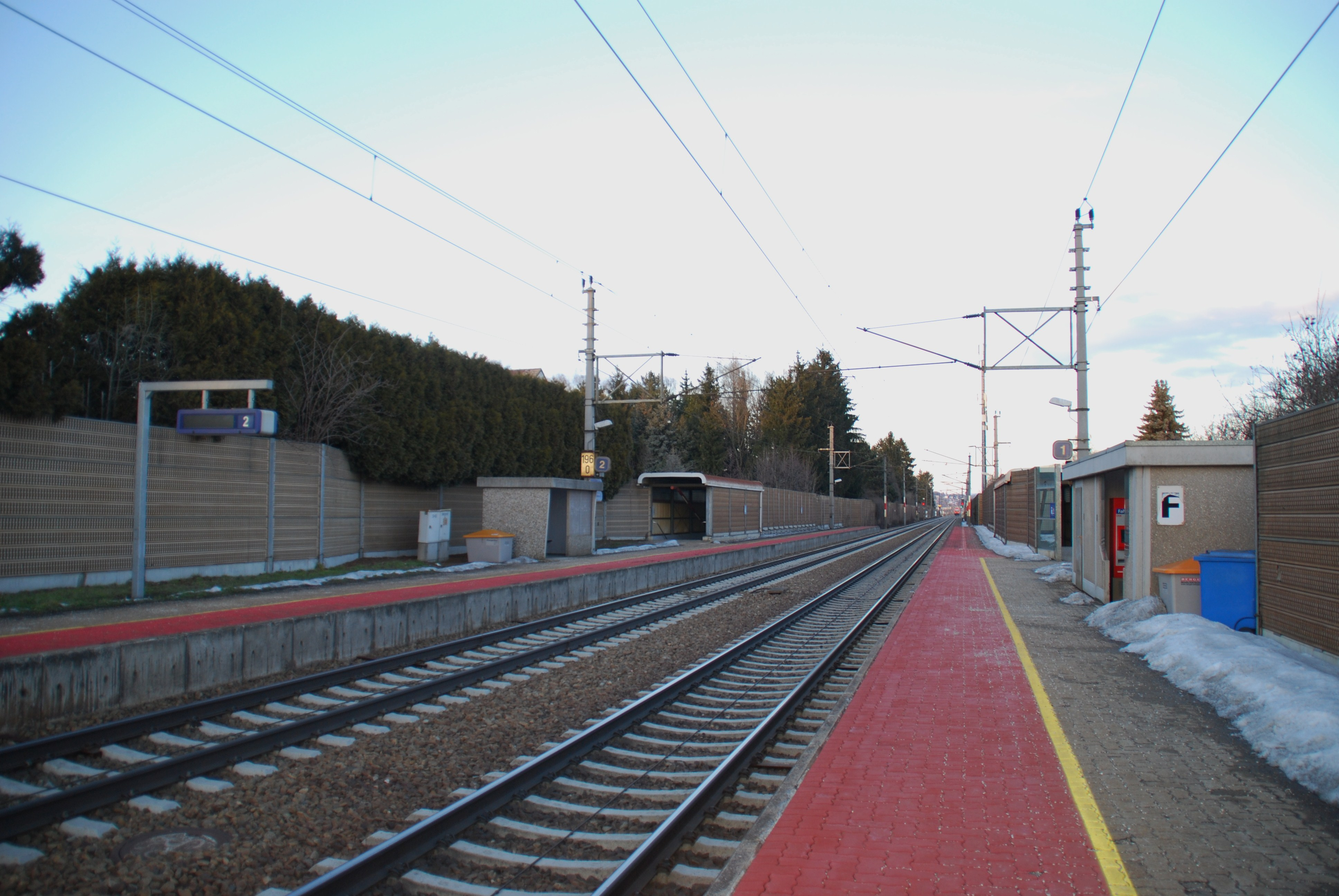
Bahnhaltestelle Pasching

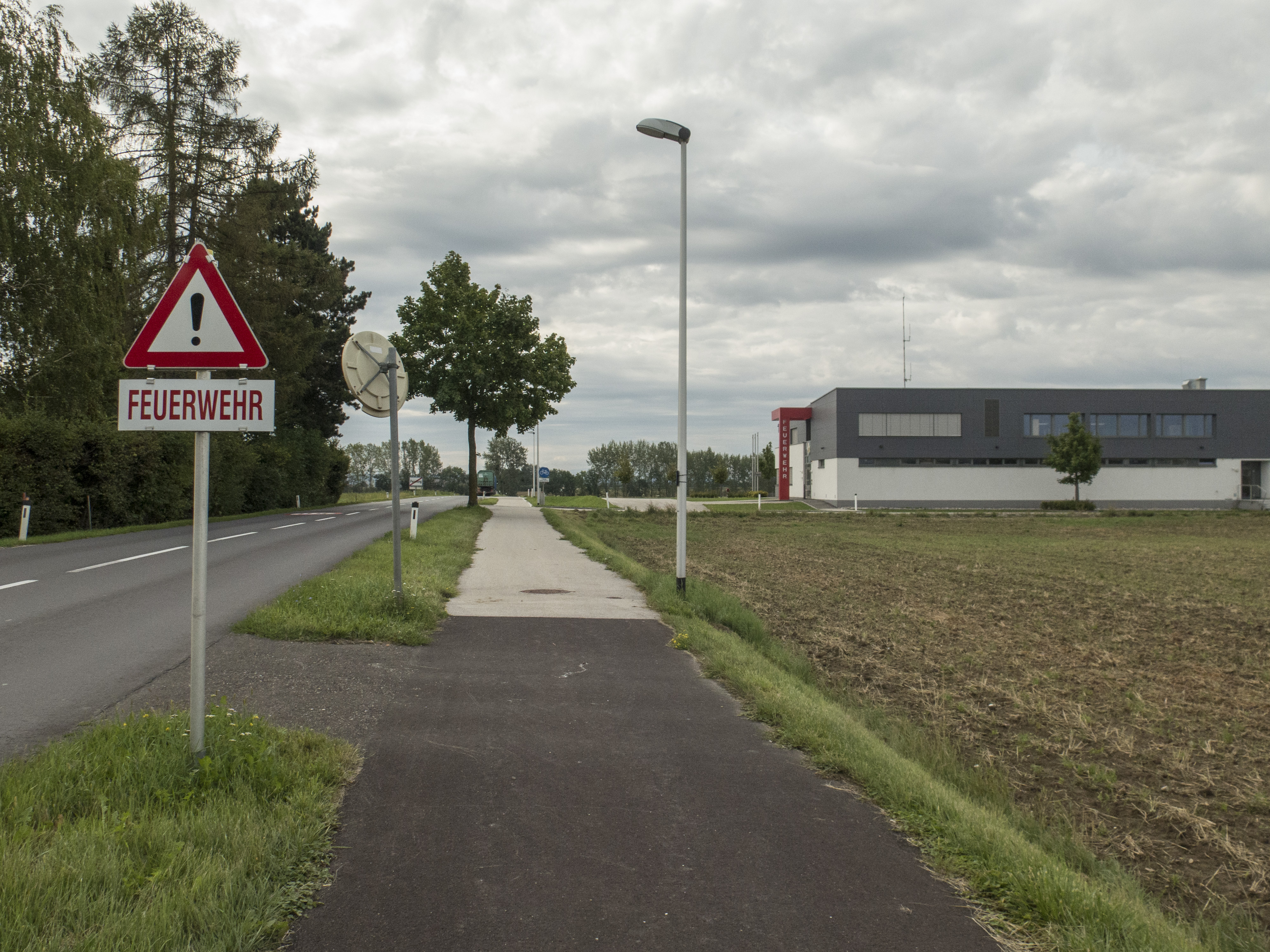
Das neue Feuerwehrhaus in Pasching

Pasching liegt verkehrsgünstig an den westlichen Ausfahrtsstraßen der Landeshauptstadt Linz. Durch das Gemeindegebiet führen etwa die Wiener Straße (B 1) und die Kremstal Straße (B 139), in der näheren Umgebung befinden sich die Autobahnen A 1 und A 25 mit guter Anbindung an das Paschinger Straßennetz. Auch der Flughafen Linz befindet sich nur wenige Kilometer vom Paschinger Ortszentrum entfernt. Durch die Westbahn (Haltestelle Pasching) und die Linzer Lokalbahn (Haltestelle Thurnharting und Hitzing) kann Pasching mit Zügen erreicht werden. Auch Linienbusse der Unternehmen Linz AG (Linien 43, 15, 17), Wilhelm Welser Verkehrsbetriebe Traun, Wilia und Postbus erschließen das Gemeindegebiet.
Der große Anstieg an Verkaufsflächen im Bereich des Einkaufszentrums Plus City und der Zunahme der Gewerbebetriebe brachte auch einen großen Anstieg des Verkehrsaufkommens, weshalb die meist nur zweispurig ausgebauten Straßen zu den Einkaufszonen tagsüber oft überlastet waren und zu einem massiven Problem für Pasching geworden sind. Insbesondere die zweispurige Kremstal Straße, die als „Einkaufsmeile“ eine Vielzahl an Geschäften und Einkaufszentren beherbergt, litt unter einem untragbar hohen Verkehrsaufkommen. Für diese Straße wird daher eine Umfahrung zwischen dem Weingartshof in Leonding und dem Ritzlhof in Ansfelden gebaut. Das nördliche Teilstück (meist Baulos Doppl II genannt) zwischen dem Weingartshof in Leonding und dem sogenannten „Flughafen-Kreisverkehr“ wurde 2010 für den Verkehr freigegeben. Damit ist die Strecke nun durchgehend vom Weingartshof bis Haid ausgebaut.
Ebenfalls wurde die Linzer Straßenbahn vom Linzer Hauptbahnhof über Leonding und Pasching weiter nach Traun verlängert. Mit der Errichtung des ersten Abschnittes bis nach Leonding (Harter Plateau) wurde 2009 begonnen. Diese Strecke wurde als Teil der Straßenbahnlinie 3 am 13. August 2011 für den Verkehr freigegeben. Der Weiterbau über Pasching in Richtung Traun startete 2013 und wurde im Februar 2016 bis zur Trauner Kreuzung eröffnet.

### Ansässige Unternehmen

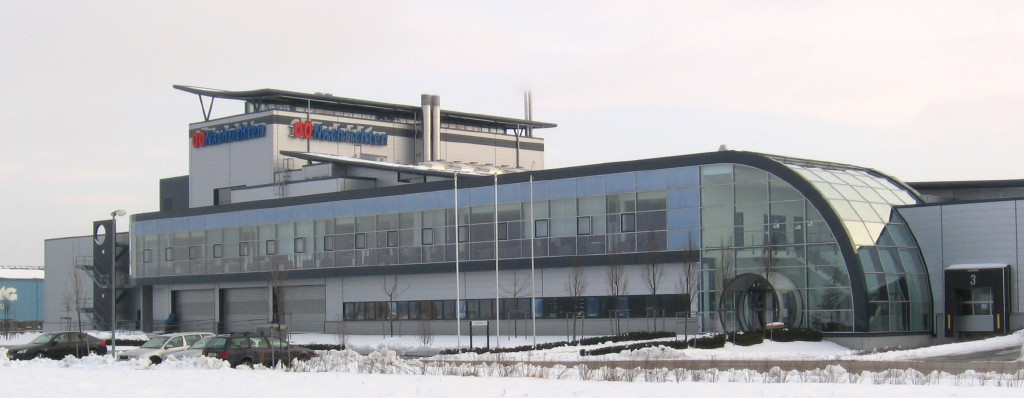
Druckzentrum der Oberösterreichischen Nachrichten

Die Oberösterreichischen Nachrichten betreiben ein Druckzentrum in Pasching.
Aufgrund der Nähe zur Landeshauptstadt Linz und der verkehrsgünstigen Lage im Zentralraum haben sich viele Betriebe des Handels, Gewerbes und der Industrie in Pasching angesiedelt. Insbesondere entlang der B 1 und B 139 entstanden so neue Gewerbegebiete. In den 1990ern wurden an der B 139 innerhalb weniger Kilometer hier drei Einkaufszentren (UNO Shopping, PlusCity und Haid Center) und eine Vielzahl weiterer Geschäfte errichtet. Das größte Einkaufszentrum, die PlusCity, liegt auf Paschinger Gemeindegebiet. Sie entstand aus dem „Plus Kaufpark“ und gehört zu den größten Einkaufszentren in Österreich.
Insgesamt bestehen in Pasching 800 Unternehmen mit insgesamt 3700 Mitarbeitern (2006). Ein Unternehmen in Pasching zählt mit mehr als 200 Mitarbeitern als Großunternehmen, 7 Betriebe verfügen über mehr als 100 Mitarbeiter.

### Sport
Die Fußballmannschaft des 1946 gegründeten ASKÖ Pasching stieg 2002 in die Fußball-Bundesliga auf und spielte dort unter den Namen SV PlusCity und FC Superfund. Der Club feierte auch international Erfolge. 2003 erreichte die Mannschaft im UI-Cup nach einem 4:0-Heimsieg über Werder Bremen im Semifinale das Finale, wo sie dann nur knapp am FC Schalke 04 scheiterte. Mit dem 3. Platz am Ende der Bundesligasaison 2003/04 erreichte die Mannschaft einen UEFA-Cup-Platz. In der 2. Qualifikationsrunde schieden die Paschinger nur aufgrund der Auswärtstorregel gegen Zenit St. Petersburg aus. Mit Ende der Saison 2006/07 wanderte der Bundesligaverein allerdings nach Klagenfurt ab, wo er bis zu seiner Insolvenz 2010 als SK Austria Kärnten spielte. Als Nachfolgeverein des abgewanderten Bundesligaklubs wurde 2007 der FC Pasching gegründet, der zurzeit in der Regionalliga Mitte antritt. 2013 wurde der FC Pasching als erster Drittligist ÖFB-Cupsieger.
Seit der Saison 2016/17 ist die Geschäftsstelle des LASK im Paschinger Waldstadion angesiedelt.

## Politik
Der Gemeinderat hat 37 Mitglieder.
- Mit den Gemeinderats- und Bürgermeisterwahlen in Oberösterreich 2003 hatte der Gemeinderat folgende Verteilung: 18 SPÖ, 8 ÖVP, 3 GRÜNE, 1 FPÖ und 1 Sonstige. (31 Mandate)
- Mit den Gemeinderats- und Bürgermeisterwahlen in Oberösterreich 2009 hatte der Gemeinderat folgende Verteilung: 14 SPÖ, 7 ÖVP, 4 Böhm, 3 FPÖ, 1 GRÜNE, 1 Liste Kainz und 1 Liste Blume. (31 Mandate)
- Mit den Gemeinderats- und Bürgermeisterwahlen in Oberösterreich 2015 hatte der Gemeinderat folgende Verteilung: 12 SPÖ, 10 ÖVP, 5 FPÖ und 4 BÖHM. (31 Mandate)
- Mit den Gemeinderats- und Bürgermeisterwahlen in Oberösterreich 2021 hat der Gemeinderat folgende Verteilung: 16 ÖVP, 10 SPÖ, 5 JUNGE, 3 FPÖ, 2 GRÜNE und 1 BÖHM. (37 Mandate)[9][10]

### Bürgermeister
- bis 2007 Fritz Böhm (SPÖ)[11]
- 2007 Werner Ebenbichler (SPÖ), provisorisch
- 2007–2021 Peter Mair (SPÖ)[12]
- seit 2021 Markus Hofko (ÖVP)[13]

### Wappen
Offizielle Beschreibung des Gemeindewappens: In Grün ein goldener Schräglinksbalken, darin ein schwarzes Eisenbahngleis, begleitet oben von einem silbernen Ochsenhorn mit Grind und Ohren, unten von einer rot-silber gespaltenen Scheibe.
Die Gemeindefarben sind Grün-Gelb.
- Der grüne Hintergrund symbolisiert sowohl die Landwirtschaft als auch die Aufbautätigkeit der Heimatvertriebenen nach dem Zweiten Weltkrieg.
- Der golden/gelbe Schräglinksbalken mit Eisenbahnlinie symbolisiert die Pferdeeisenbahn, die früher durch Pasching führte, und die heutige Westbahn.
- Das Ochsenhorn stellt die vermutlich schon in prä-römischer Zeit benutzte Ochsenstraße dar, die später Teil des Donaulimes war.
- Die gespaltene rot-silberne Scheibe ist ein Ausschnitt aus dem Wappen der Aczpekh, einem im 14. Jahrhundert auch in den Ortschaften Aistenthal und Thurnharting angesiedelten Ritter- und Pflegergeschlecht.

## Persönlichkeiten

### Söhne und Töchter der Gemeinde
- Renate Plöchl (* 1962), Germanistin, Direktorin der Oberösterreichischen Landesbibliothek seit 2016

### Mit der Gemeinde verbundene Persönlichkeiten
- Norbert Grabherr (1919–1977), Historiker, zuletzt wohnhaft in Pasching
- Birgit Minichmayr (* 1977), Schauspielerin, in Pasching aufgewachsen